# Centaurea limbata
Centaurea limbata — вид квіткових рослин айстрових (Asteraceae). Ареал: пн. і цн. Португалія, пн.-зх. Іспанія.

## Середовище
Населяє кам'янисті луки.

## Морфологічна характеристика
Це багаторічник 10–20 см заввишки. Листки сіро-запушені, нижні листки перистороздільні. Квіткові голови в нещільному суцвітті. Обгортка 5–8 мм, придатки із загнутим верхівковим остюком. Квітки пурпурові. Період цвітіння: літо.